# Лурье, Ноях Гершелевич
Но́ях Ге́ршелевич Лурье́ (12 (24) декабря 1885, Блашна, Минская губерния — 18 мая 1960, Москва) — еврейский советский писатель и переводчик. Писал на идише. Один из активных строителей еврейской советской школы в Украинской ССР.

## Биография
Родился в семье смолокура. Получил традиционное еврейское религиозное образование. В 1905—1918 годах — активный член «Всеобщего еврейского рабочего союза в Литве, Польше и России» (Бунда). В 1907—1908 годах был в заключении.
Работал грузчиком, строителем и учителем. В поисках заработка разъезжал по Литве, Польше, Украине. После Февральской революции 1917 года пошёл служить в армию. В 1918 году переехал в Киев. Был членом центрального и исполнительного комитетов Култур-лиге. В 1920 году пошёл добровольцем в Красную армию. Участвовал в Советско-польской войне. В 1921 году возглавил Еврейские педагогические курсы в Киеве. Был членом еврейской секции ВУСПП.
Умер в 1960 году в Москве.
Его сестра Эстер была замужем за еврейским писателем Авромом Вевьоркой (1887—1935). Дочь — Тамара (1911—1990, Москва), переводчик с польского и с идиша. Внучка Юлия Винер (р. 1935, Москва) — переводчик с английского, французского, немецкого и других языков; пишет стихи на русском языке.

## Литературная деятельность
Литературной деятельностью начал заниматься в 1911 году. В этом же году в Варшаве были опубликованы его сборники рассказов «Фрайе эрд» («Свободная земля») и «Дер фрайнд» («Друг»). Писательский талант оформился в годы Октябрьской революции. В 1917—1918 годах публиковался в изданиях Бунда.
Выступал как новеллист, драматург, переводчик. Писал сначала на иврите, затем на идише. Темы творчества — жизнь людей труда, гражданская война, борьба с фашизмом, истребление еврейского населения. Лурье выступил с большой повестью «Zawl di fis» (Завл-ноги).
Перевел на идиш сказки X.-К. Андерсена, братьев Гримм, В. Гауфа, рассказы М. Горького, комедию Ж. Б. Мольера «Мнимый больной» и др.
Наиболее известны роман «Эле Йорш», повесть «Лесная тишина» (переведена на русский язык в 1957 году). Наиболее крупное произведение Лурье — книга рассказов и новелл «Мосты горят» (Brikn brenen). В новелле «Громкоговоритель» (Hoichreider, 1930) Лурье показывает потерю провинцией своего специфического характера. В рассказе «Слегка» (Indergring) изображал рабочего-партизана, ставшего ответственным работником, но вскоре порвавшего со своим революционным прошлым и со своим пролетарским классом.

## Сочинения
- Брикн бренен (Мосты горят), Х., 1929;
- Элтер мит а нахт (Еще на ночь старше), 1934; М., 1963;
- А гевейнлех лебн (Обыкновенная жизнь), М., 1935;
- Эйнер фун дер шеренге (Один из шеренги), 1936;
- Шоел-Герш, 1937;
- Эле Йорш, 1938;
- Геклибене дерцейлунген, К., 1940;
- Ба дер офенер груб, М., 1943;
- Ин валд. Дерцейлунген, М., 1972 и др.[2]